# Oreto
L'Oreto est un fleuve côtier de Sicile, long de 19 km et qui traverse la Conca d'Oro et les quartiers sud de Palerme avant de se jeter dans la mer Méditerranée.